# María bonita (canción)
«María bonita» es una canción compuesta por Agustín Lara grabada en 1946. Fue inspirada por María Félix.

## Origen
María Félix y Agustín Lara contrajeron matrimonio en 1945, acarreando críticas y burlas por las dudas que surgieron respecto a la razón por la cual una estrella de cine se casaría con un hombre 20 años mayor, incluso asumiéndolo como una argucia publicitaria, hecho que negó Félix constantemente. La pareja sufriría problemas en el corto periodo de casamiento. Carlos Monsiváis afirmó que la canción fue ideada por Lara después de un pleito entre la pareja como forma de reconciliación.
Según Eulalio Ferer, Lara la compuso en Acapulco:

durante una noche, cuando bajo a pasear a la playa, mientras María se arreglaba en el Hotel de las Américas, antes de una cena a la que los habían invitado en "El Mirador", atalaya de los clavadistas acapulqueños
Eulalio Ferrer Rodríguez, "Agustín Lara y María Félix: “Tú y yo”

Según Guadalupe Loaeza:

María y Agustín se hospedaron en el hotel El Papagayo, el cual estaba formado por bungalows situados frente a la playa de Hornos. En esa playa el compositor le hizo su regalo, la canción "María bonita". La canción más famosa, la más interpretada, la que comenzaba a sonar cada que Félix llegaba a un sitio.
Guadalupe Loaeza

En 1947 el compositor Chucho Monge demandó a Lara por el supuesto plagio de un fragmento de la melodía de su canción "El remero", que Lara habría usado en María bonita, haciendo un gran escándalo mediático. Monge perdonaría a Lara luego de llegar a un arreglo luego de que se encontraron casualmente en el centro de espectáculos El Patio y Lara le dijera "¿Chucho, por qué quieres fregarme en una canción que he dedicado a la mujer más bonita de México?". El abogado de dicho litigio fue Bernabé Jurado.
La canción se convertiría en una de las más famosas del compositor veracruzano, y daría su título como sobrenombre a Félix en lo sucesivo.

## Estructura musical
La canción es un vals en tono de re que Lara interpretó acompañado de una pequeña orquesta. 

## Posición en las listas
- Número 2 en la Latin American Parade of Hits de Discos Peerless, mayo de 1947.[11]